# Exminster
Exminster är en by och en civil parish i Teignbridge i Devon i England. Orten har 3 310 invånare (2001).